# Oxira maculata
Oxira maculata là một loài bướm đêm trong họ Noctuidae.